# Żuków Dolny
Żuków Dolny (cz.  Dolní Žukovⓘ, niem. Nieder-Zukau, Nieder-Žukau) – część miasta Czeskiego Cieszyna w kraju morawsko-śląskim, w powiecie Karwina w Czechach. Jest to także gmina katastralna o powierzchni 534,07 ha. Położona około 4 kilometry na południowy zachód od centrum miasta. Populacja w 2001 wynosiła 1026 osoby, zaś w 2010 odnotowano 439 adresów. 

## Historia
Żuków to jedna z najstarszych miejscowości na Śląsku Cieszyńskim. Miejscowość została po raz pierwszy wzmiankowana jako Zukow w 1229 roku, w bulli papieża Grzegorza IX dla benedyktynów tynieckich, zatwierdzającej ich posiadłości w okolicy Orłowej. W 1268 powstał klasztor Benedyktynów w Orłowej, który odtąd miał prawo do pobierania dziesięcin w Żukowie. W 1281 wymieniony został tutejszy proboszcz imieniem Gerard.
Wieś politycznie znajdowała się początkowo w granicach piastowskiego (polskiego) księstwa opolsko-raciborskiego. W 1290 w wyniku trwającego od śmierci księcia Władysława opolskiego w 1281/1282 rozdrobnienia feudalnego tegoż księstwa powstało nowe Księstwo Cieszyńskie, w granicach którego znalazł się również Żuków jako własność książęca. Od 1327 Księstwo Cieszyńskie stanowiło lenno Królestwa Czech, a od 1526 roku w wyniku objęcia tronu czeskiego przez Habsburgów wraz z regionem aż do 1918 roku w monarchii Habsburgów (potocznie Austrii).
Źródło historyczne z 1626 wspomina poprzedni dokument, z którego wynika że już w 1523 istniał podział na Żuków Dolny i Żuków Górny. Podział ten nastąpił w nieznanym czasie, wiadomo jednak że wydzielona część ziemi z Żukowa (odtąd Dolnego) utworzyła nową wieś – Żuków Górny. Żuków Dolny pozostawał odtąd wsią książęcą, natomiast Żuków Górny – szlachecką.
Według spisu z 1900 we wsi znajdowały się 142 domy. Mieszkało tu 835 osób, z czego według używanego języka potocznego było 809 Polaków, 9 Czechów i 17 Niemców.
Według austriackiego spisu ludności z 1910 roku Żuków Dolny miał 1165 mieszkańców, z czego 1158 było zameldowanych na stałe, 1135 (98%) było polsko-, 14 (1,2%) niemiecko- i 9 (0,8%) czeskojęzycznych, 336 (28,8%) katolików, 824 (70,7%) ewangelików oraz 5 (0,4%) wyznawców judaizmu.
W granicach administracyjnych Czeskiego Cieszyna znajduje się od 1960.